# Česká televize

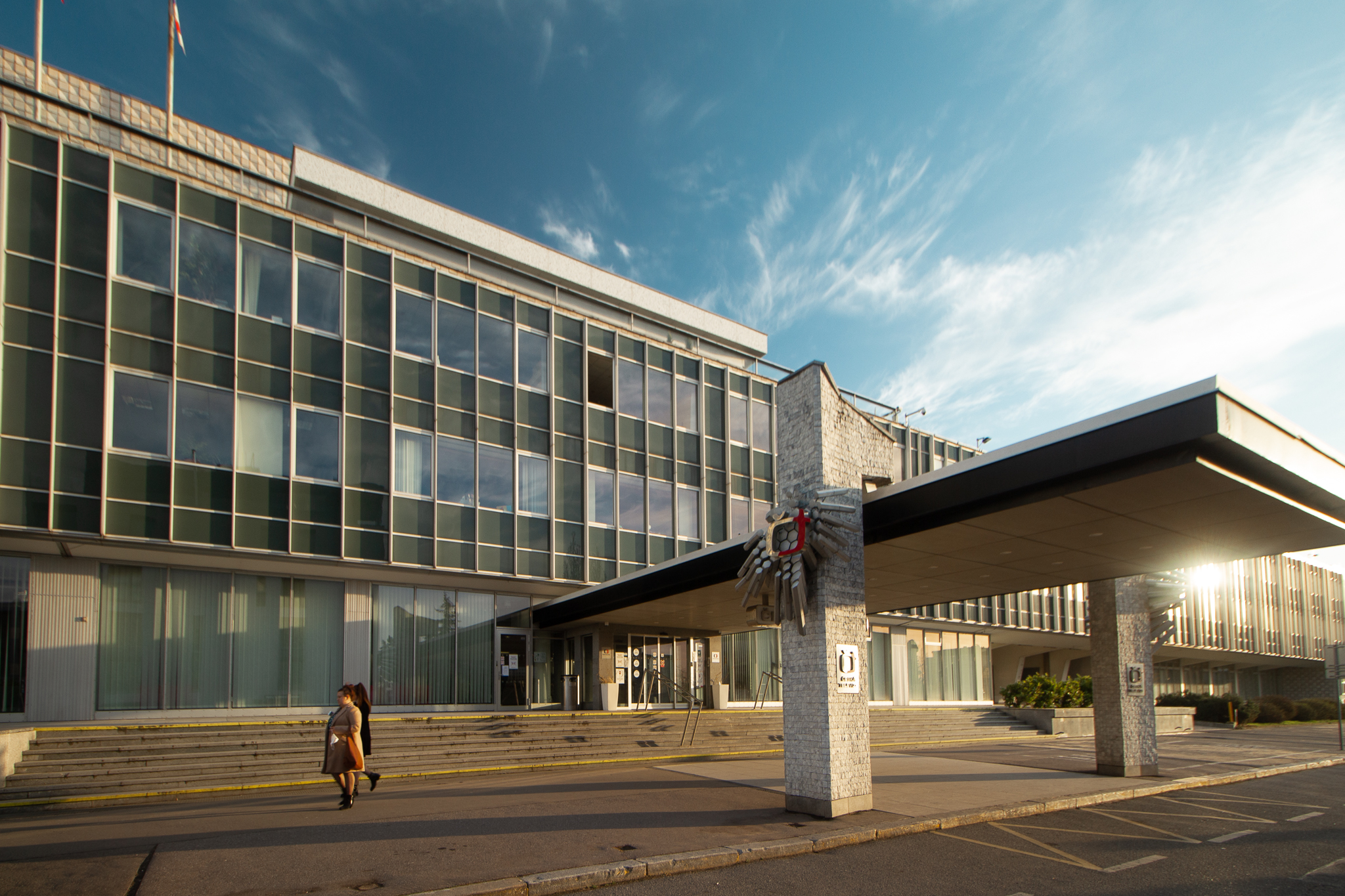
Budynek České televize

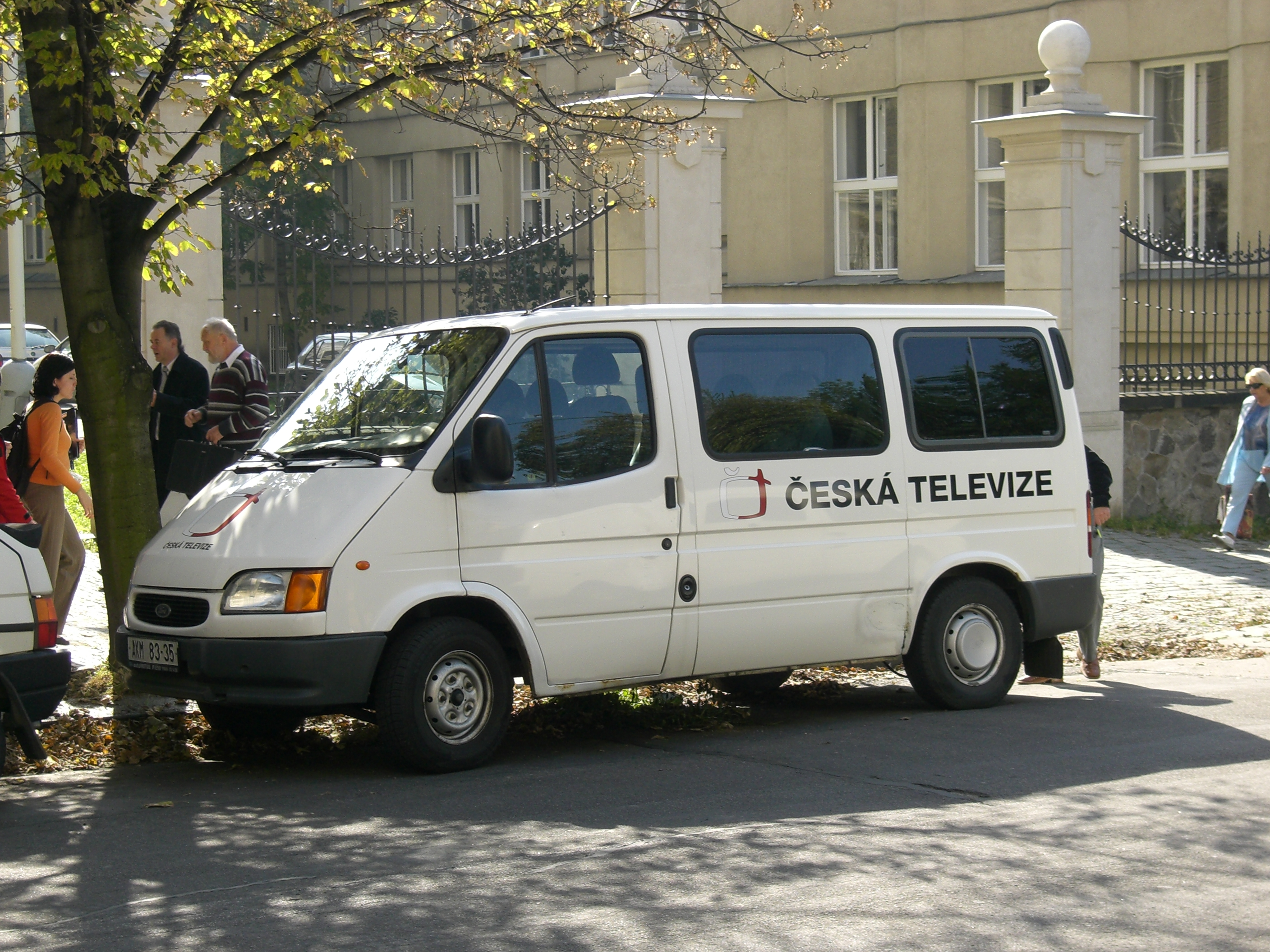
Wóz reporterski

Česká televize, ČT (pol. Czeska Telewizja albo Telewizja Czeska) – czeski publiczny nadawca telewizyjny. Powstał po rozpadzie Telewizji Czechosłowackiej w 1992 roku.

## Historia
Česká televize działa od 1 stycznia 1992 roku. Jej poprzednikiem była Československá televize, nadająca od 1 maja 1953 roku.
W latach 2000–2001 miał miejsce w ČT kryzys. W tym czasie dochodziło do strajku dziennikarzy, którzy protestowali przeciwko upolitycznieniu telewizji.
2 maja 2005 do dwóch dotychczasowych programów czeskiej telewizji dołączył informacyjny kanał ČT24, a 10 lutego 2006 sportowy kanał ČT4 Sport.
Od 1 września 2007 roku śladem słowackiego nadawcy publicznego wszystkie istniejące kanały mają nowe nazwy, ujednolicone loga oraz oprawy graficzne. Zmiana ta nie dotyczy głównego logo telewizji.
Od 11 listopada 2011 w telewizji czeskiej znacząco ograniczono emisję reklam, a usunięto je z kanałów ČT1 i ČT24.
Od 1 października 2023 prezesem zarządu ČT jest Jan Souček, który zastąpił na stanowisku Petra Dvořáka. Souček podczas swojej kadencji wzbudził kontrowersje ze względu na atak na wolne media i ataki na pracowników czeskiej telewizji.

## Kanały należące do ČT

### Kanały aktualnie nadające
| Logo | Kanał    | Kategoria     |
| ---- | -------- | ------------- |
|      | ČT1      | ogólnokrajowy |
|      | ČT2      | ogólnokrajowy |
|      | ČT24     | informacyjny  |
|      | ČT sport | sportowy      |
|      | ČT art   | kulturalny    |
|      | ČT :D    | dla dzieci    |

### Kanały, które zakończyły nadawanie
| Logo | Kanał           | Kategoria     |
| ---- | --------------- | ------------- |
|      | ČT3 (1993-1994) | ogólnokrajowy |
|      | ČT3 (2020-2023) | dla seniorów  |
|      | ČT HD           | ogólnokrajowy |

## Logo
Uwzględniono również logotypy ČST
- 1963–1969: Czarne litery Č i T złożone na kształt konturu telewizora[4].
- 1969–1993: Do poprzedniego logo dodano literę S. Zmieniono kolorystykę na biało-czerwono-niebieską[4].
- 1993–2012: Powrócono do dawnego konturu. Dodano napis Česká televize. Kolory liter są biało-czerwone[4].
- od 2012: Kontury podobne są do nawiasów kwadratowych w kolorach niebieskim i czerwonym. Został też napis[4].